# Grainet
Grainet je obec v německé spolkové zemi Bavorsko, v zemském okrese Freyung-Grafenau ve vládním obvodu Dolní Bavorsko. Nachází se v Bavorském lese, na úpatí hory Haidel. Má přes 2000 obyvatel (2009).

## Historie
Osada Grainet vznikla v roce 1400 na Zlaté stezce. První písemná zmínka pochází z roku 1203.

## Partnerská města
- Prachatice, Česko
- Volary, Česko
- Waldkirchen, Německo